# Georg Spiegel
Georg Spiegel (* 3. Juli 1895 in Stuttgart; † 31. Oktober 1960 in Potsdam) war ein deutscher Politiker (SPD/SED) und Widerstandskämpfer gegen den Nationalsozialismus.

## Leben
Spiegel wurde als erstes von fünf Kindern einer sozialdemokratischen Arbeiterfamilie geboren. Sein Vater, Georg Spiegel, war Sozialdemokrat und in der Gewerkschaft aktiv, auch seine Mutter Emilie Spiegel, geborene Zwinker, war politisch aktiv. Von 1900 bis 1910 besuchte Spiegel die Realanstalt in Stuttgart. Von 1910 bis 1914 absolvierte er eine Lehre zum Modellschreiner.
Bereits mit 13 Jahren war Spiegel als Leiter der Jugendgruppe der „Freien Turner“ aktiv. 1910 wurde er Vorsitzender der Metallarbeiterjugend Groß-Stuttgart. 1913 trat er der SPD bei, nachdem er bereits zuvor verschiedene Funktionen in der Sozialistischen Arbeiterjugend (SAJ) innehatte.
Im März 1915 wurde er zum Kriegsdienst eingezogen und diente bis 1918 in Serbien, später in Flandern und in Frankreich. Aus dem Krieg zurückgekehrt, arbeitete Spiegel für verschiedene sozialdemokratische Zeitungen. Zunächst war er ab 1918 Reporter und Berichterstatter bei der Schwäbischen Tagwacht, einer regionalen SPD-Zeitung mit Sitz in Stuttgart, und machte eine Ausbildung zum Redakteur. Im April 1921 wurde er verantwortlicher Redakteur und Leiter der Volksbuchhandlung und der Genossenschaftsdruckerei Tuttlingen. Ab 1925 war er politischer Redakteur bei der Vereinsdruckerei Schwenningen. Zwei Jahre später arbeitete er als Redakteur für kurze Zeit in Frankfurt am Main.
Von 1918 bis 1921 war er Landessekretär der SAJ Württemberg sowie von 1920 bis 1928 Mitglied des Hauptvorstandes der SAJ. 1921 wurde er SPD-Vorsitzender in Tuttlingen. Von 1924 bis 1929 war er SPD-Wahlkreisvorsitzender für die Region Schwarzwald und die Schwäbische Alb. Von 1923 bis 1925 war er Mitglied im Ortsausschuss des ADGB und von 1924 bis 1925 Bevollmächtigter des Sattlerverbandes Tuttlingen. Zudem gehörte er verschiedenen kommunalen Beiräten der Genossenschaftsbewegung wie der Konsumgenossenschaft Tuttlingen an. 1929 siedelte Spiegel nach Potsdam über, wo er die aus Berlin stammende Sozialdemokratin Irma Naether heiratete. Er wurde Redakteur des Potsdamer Volksblatts, war Stadtverordneter und ab 1932 Vorsitzender des SPD-Kreisvorstandes Potsdam. Gemeinsam mit dem Politischen Leiter der KPD-Ortsgruppe Nowawes Walter Junker engagierte er sich für die Schaffung einer antifaschistischen Einheitsfront.
Nach der „Machtergreifung“ der Nationalsozialisten hielt Spiegel auch weiterhin Kontakt zur SPD-Zentrale in Berlin und wurde im Juni 1933 verhaftet. Er war im Gefängnis Potsdam und im KZ Oranienburg inhaftiert, bevor er am 19. August 1933 entlassen und unter Polizeiaufsicht gestellt wurde. Nach seiner Entlassung war Spiegel zunächst arbeitslos und arbeitete zwischen 1934 und 1939 als Kleinhändler.
Er nahm seine Widerstandstätigkeit wieder auf, hielt Kontakt zu den SPD-Funktionären in Potsdam und Brandenburg und arbeitete eng mit der Widerstandsgruppe um Hermann Maaß und Wilhelm Leuschner zusammen. Er nahm unter anderem auch an Treffen mit Stauffenberg im Hause von Maaß teil. Im August 1939 wurde er Zivilangestellter der Wehrmacht bei der Wehrersatzinspektion Potsdam und übte ab 1940 die Funktion des Bürovorstehers der Gruppe „Pferd“ aus. Er war dort Hauptsachbearbeiter der Geheimakte Walküre, wenigstens soweit es die Mobilisierung des Pferdebedarfs anlangte. Im Rahmen der „Aktion Gitter“ wurde Spiegel am 20. August 1944 von der Gestapo Potsdam verhaftet und in das KZ Sachsenhausen verbracht. Am 27. September 1944 wurde er jedoch wieder entlassen.
Nach dem Krieg gründete Spiegel die SPD in Potsdam neu, wurde Erster Vorsitzender des Kreises Groß-Potsdam und war ab Oktober 1945 SPD-Landesvorsitzender für die Mark Brandenburg. Im Mai 1945 wurde er vom sowjetischen Kommandanten für die Stadt Potsdam Werin als Pressedezernent eingesetzt. Im Juli 1945 wurde er von der sowjetischen Kommandantur als Stellvertreter des Oberbürgermeisters Walter Paul (KPD) zum Ersten Bürgermeister der Stadt Potsdam berufen. Dieses Amt übte er bis 1947 aus. Von 1946 bis 1950 war er Vorsitzender der Potsdamer Stadtverordnetenversammlung.
Spiegel unterstützte aktiv die Vereinigung der SPD mit der KPD zur SED. Er nahm am Vereinigungsparteitag auf Landesebene in Potsdam am 7. April 1946 sowie am Vereinigungsparteitag in Berlin am 21./22. April 1946 teil. Ab 1946 war er Mitglied des SED-Provinzialvorstandes Brandenburg und zusammen mit Kurt Seibt ehrenamtlicher Leiter der Genossenschaftsabteilung beim Sekretariat des SED-Provinzialvorstandes. Von 1946 bis 1955 war er Mitglied des SED-Kreisvorstandes Potsdam und seines Sekretariats.
Von April 1947 bis Ende Dezember 1948 fungierte Spiegel als Ministerialrat im Ministerium für Wirtschaftsplanung im Land Brandenburg und war von 1949 bis 1950 Landtagsabgeordneter im Landtag Brandenburg. Er war ab 1949 als hauptamtlicher Geschäftsführer der Konsumgenossenschaft Potsdam tätig. Im November 1949 absolvierte er einen Lehrgang an der Kreisparteischule in Sacrow. Im September 1951 wurde er Organisationsleiter bei der Deutschen Handelszentrale/Lebensmittel, Landesleitung Brandenburg. Nachdem diese Stelle 1953 aufgelöst worden war, war er bis 1956 Erster Sekretär der SED-BPO im Versorgungs- und Lagerungskontor Importe-Fleisch-Fette-Molkereierzeugnisse. Ab März 1956 leitete er die Presseabteilung im Ministerium für Außenhandel und Innerdeutschen Handel. 1958 trat Spiegel in den Ruhestand.

## Auszeichnungen
- Medaille für Kämpfer gegen den Faschismus 1933 bis 1945 (1958)
- Vaterländischer Verdienstorden in Silber